# Harry Darby

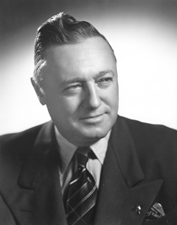
Harry Darby

Harry Darby (* 23. Januar 1895 in Kansas City, Kansas; † 17. Januar 1987 ebenda) war ein US-amerikanischer Politiker (Republikanische Partei), der den Bundesstaat Kansas im US-Senat vertrat.

## Leben
Nach dem Schulbesuch schrieb Harry Darby sich an der University of Illinois ein und machte dort 1917 sowie 1929 jeweils einen Abschluss. Während des Ersten Weltkrieges diente er als Captain in der US Army. Nach Kriegsende wurde er ein erfolgreicher Geschäftsmann in vielen Bereichen, unter anderem in der Stahlbranche und im Bankgewerbe. Von 1933 bis 1937 saß er im Autobahnausschuss (Highway Commission) von Kansas. Zur Zeit des Zweiten Weltkrieges gründete er in Kansas City die Darby Steel Corporation, ein Unternehmen, das den Großteil der bei Invasionen von der Armee genutzten amphibischen Angriffsschiffe baute. Die fertigen Fahrzeuge wurden dann auf dem Missouri und dem Mississippi ins mehr als 1000 Meilen entfernte New Orleans gebracht.
Ohne vorherige politische Erfahrung wurde Darby am 2. Dezember 1949 von Kansas’ Gouverneur Frank Carlson zum US-Senator in Washington ernannt. Er trat dort die Nachfolge des verstorbenen Clyde Reed an und verblieb bis zum 28. November 1950 im Kongress, ehe ihn der bei der Nachwahl siegreiche Ex-Gouverneur Carlson ablöste. Während seiner Zeit im Senat schloss er Freundschaft mit dem ebenfalls aus Kansas stammenden General Dwight D. Eisenhower, der später Präsident der Vereinigten Staaten wurde.
Darby kehrte nach Kansas City zurück und lebte dort bis zu seinem Tod im Jahr 1987. Die Interstate 635, ein Highway zwischen Overland Park (Kansas) und Kansas City (Missouri), trägt zu seinen Ehren den Beinamen Harry Darby Memorial Highway.